# Liquifury
Liquifury è il quarto album in studio della hair metal band statunitense Hurricane pubblicato nel 2001 per l'Etichetta discografica Frontiers Records.

## Tracce
1. Intro 1:11
2. River Gold (Hansen, Manning, Schellen) 4:04
3. New God (Hansen, Manning, Schellen) 5:00
4. Heart Made of Stone (Cavazo, Hansen, Manning, Schellen) 6:07
5. It's Your Life (Hansen, Schellen) 4:37
6. Happy to Be Your Fool (Hansen, Schellen) 5:58
7. Bleed for Me (Hansen, Schellen, Vilallobos) 4:31
8. Shelter (Hansen, Schellen)	4:16
9. In My Dreams (Hansen, Manning, Schellen) 5:11
10. Torn (Hansen, Schellen) 5:38
11. Shine (Hansen, Manning, Schellen) 3:35

### Tracce aggiunte nella versione giapponese
- 12. Push
- 13. Promises

## Lineup
- Kelly Hansen - Voce
- Sean Manning - Chitarra
- Carlos Villalobos - Chitarra
- Randall Storm - Chitarra
- Larry Antonino - Basso
- Jay Schellen - Batteria